# Polygrammodes sanguinalis
Polygrammodes sanguinalis là một loài bướm đêm trong họ Crambidae.